# Simon (2011)
Simon ist ein schwedisches Historien-Drama aus dem Jahr 2011. Es ist eine Literaturverfilmung nach dem gleichnamigen Roman Simon von Marianne Fredriksson. Unter dem Titel Simon – Jede Familie hat ihr Geheimnis wurde der Film am 23. Januar 2013 auf DVD und Blu-ray Disc veröffentlicht.

## Handlung
Sommer 1939. Simon Larsson, ein von seiner Mutter innig geliebtes Kind, versteckt sich gerne auf einer alten Eiche in der Nähe seines Elternhauses und verliert sich in Büchern und Träumereien. Seine Mutter Karin will ihn deswegen unbedingt auf einer Schule in Göteborg anmelden, doch sein Vater, der Handwerker Erik, fürchtet, dass ihn dies von seiner einfachen Herkunft entfremden wird. Anstatt zu lesen, soll er lieber kämpfen lernen. Schließlich lässt Erik sich dazu überreden, Simon das Schulgeld zu bezahlen, wenn er seinen Baum vergisst und auf der Schule echte Freunde findet. In der Schule freundet sich Simon schon am ersten Tag mit dem jüdischen Mitschüler Isak Lentov an, den er gegen antisemitische Anfeindungen verteidigt. Er besucht Isak auch zu Hause und lernt so dessen Vater, den aus Deutschland stammenden jüdischen Buchhändler Ruben Lentov, kennen. Lentovs Frau hat panische Angst vor den Nazis und versucht, nachdem Hitler den Überfall auf Polen gestartet hat und in Dänemark und Norwegen einmarschiert ist, ihre Familie zu vergiften und die Wohnung niederzubrennen. Sie wird in ein Sanatorium eingewiesen, und Isak darf vorerst bei den Larssons unterkommen.
Doch die Beziehung von Erik zu Lentov ist bereits vorbelastet. Da Simon zuvor von Rubens Büchern und seinem Klavier geschwärmt hat, ist Erik neidisch. Als sich Ruben auch noch dankbar dafür zeigt, dass sich die Familie um Isak kümmert, indem er Parfüm, Süßigkeiten und Bücher verschenkt sowie Geld bezahlen will, ist Erik noch verstimmter. Ruben macht sich indessen Sorgen wegen der Nazis und der Geschichten, die er hört. Als eine deutsche Delegation in Uniform zu Besuch in Göteborg weilt, flüchtet Isak aus der Schule und traut sich fortan nicht mehr dorthin. Er ist traumatisiert und versteckt sich bei Erik. Ruben erzählt, dass Isak in Nazi-Deutschland eine furchtbare Begegnung mit fünf SA-Männern hatte, die von ihm wissen wollten, ob er beschnitten sei, und ihn anschließend mehrere Stunden lang folterten.
Während Erik sich hingebungsvoll um Isak kümmert und ihn in seiner Werkstatt beschäftigt, wendet Ruben sich immer mehr Simon zu. Von Erik und Karin weiß er, dass Simon nicht ihr leibliches Kind ist, sondern der uneheliche Sohn von Eriks zurückgezogen lebender, vermeintlich verrückter Cousine Inga und einem deutsch-jüdischen Musiklehrer, der inzwischen nach Deutschland zurückgekehrt ist. Ruben nimmt Simon mit zu klassischen Konzerten. Dadurch entdeckt Simon seine Liebe zur Musik. Als er auch noch Klavier lernen will, wird Erik wütend. Aber er lässt sich erweichen und bezahlt eine einzige Klavierstunde. Simon ist begeistert und bittet darum, sich weiter mit Musik beschäftigen zu dürfen. Derweil ist Isak weniger an intellektuellen als an praktischen Dingen interessiert. So wünscht er sich, mit Erik ein Boot bauen zu dürfen. Ruben stimmt dem zu, sofern er wieder zur Schule gehe.
Als im Frühling 1945 der Zweite Weltkrieg sein Ende findet, erleidet Karin vor Glück darüber, dass Simon überlebt hat, einen Herzinfarkt und wird ins Krankenhaus eingewiesen. Erik, der mit Karin immer in bescheidenen Verhältnissen gelebt hat, beschließt, ihr jetzt noch all die Wünsche erfüllen, die sie zuvor hatte. Er modernisiert das Haus und richtet eine neue Küche ein. Derweil wird Simons Liebe zur Musik weiter von Ruben gefördert. Er schenkt ihm eine Musikanlage und eine Schallplatte. Über Stunden, Tage, Wochen und Monate hört sich Simon immer wieder dasselbe Stück an, Berlioz’ Symphonie fantastique, was Erik fast in den Wahnsinn treibt. Eines Tages reicht es ihm und er zerstört die Schallplatte. Dadurch kommt es zum Streit zwischen Simon und seinen Eltern, wobei er erfährt, dass Tante Inga seine eigentliche Mutter sei. Endlich verstehe er, meint Simon zufrieden, warum er nie wirklich in diese Welt passte. Während seines Archäologiestudiums sucht er Inga auf. Sie gibt Simon einen Brief, den sein Vater ihr vor vielen Jahren aus Berlin schrieb, den sie aber nie lesen konnte, weil sie kein Deutsch versteht. Simon erfährt daraus, dass sein Vater Inga mehr liebte, als sie es ahnte, und dass er sie vermisste.
Simon verlässt sein Zuhause und zieht zu Ruben. Mit dessen Hilfe versucht er herauszufinden, wer sein Vater war und wie er Kontakt zu ihm aufbauen kann. Bald erhalten sie Nachricht aus Deutschland: Simons leiblicher Onkel, der Dirigent Ernst Habermann, lässt ihm mitteilen, dass sein Vater tot sei. Ruben und Simon besuchen Habermann in Berlin und erfahren, dass Simons Vater zweieinhalb Jahre Haft im KZ Buchenwald überlebte, vor drei Jahren aber an einer Krebserkrankung starb. Habermann überreicht Simon die Violine seines Vaters als Geschenk. Im Hotel erhalten Simon und Ruben telefonisch die nächste schreckliche Nachricht: Karin starb nachts auf einem Felsen am Meer und wurde erst spät von Erik gefunden. Simon hatte sie im Streit verlassen, da er ihr und Erik vorwarf, dass sein Vater noch leben könnte, wenn sie den Brief rechtzeitig übersetzt hätten. Aber als er anschließend die Violine spielt, erkennt er, dass Karin ihn immer liebte und für ihn da war.

## Kritik
Helena Lindblad von der schwedischen Tageszeitung Dagens Nyheter war verwundert, dass es fast 26 Jahre lang dauerte, bis der Bestseller verfilmt wurde. Das läge wohl neben dem üblichen „Gerangel im Filmgeschäft“ auch an der nicht gerade stolzen Vergangenheit der Schweden zu der damaligen Zeit. Aber dennoch werde diese „breit angelegte Geschichte“ durch ein „attraktives und intelligentes Drehbuch“ gerecht präsentiert. Sie lobte die Detailverliebtheit und die Darsteller, die den Figuren mehr Leben einhauchten als es im Roman vermittelt werde.
Malena Janson von der schwedischen Morgenzeitung Sydsvenskan meinte, dass der Film versuche „viel mehr zu sein“ als nur eine Ansammlung „archetypischer Konflikte“. Doch dabei scheitere er. Er biete „einfach viel zu viel“, wodurch er überladen wirke und „nie die Qualität und das Niveau eines ausgezeichneten Films“ erreiche.
Bernt Eklund von der schwedischen Boulevardzeitung Expressen erkannte, dass man die Geschichte aus dem Roman hat komprimieren müssen, um sie verfilmen zu können. Das interessante sei, zu sehen, wie es funktioniere. In der ersten Hälfte des Films sei es gelungen, aber zur zweiten Hälfte sinke das Niveau. Das liege allerdings weniger an der Regisseurin. Ohlin „nutze alle ihr zur Verfügung stehenden Ressourcen“ voll aus. Auch liege es weniger an den Schauspielern, denn diese wüssten zu überzeugen, obwohl weniger die Darsteller „als der Film der eigentliche Star“ sei.
Das Lexikon des internationalen Films meinte: „Kongeniale Romanverfilmung, in der es neben der zeitlichen Verankerung im Zweiten Weltkrieg um Identität, Herkunft und Vaterfiguren geht. Hervorragend gespielt, vorzüglich in der Kameraarbeit.“
Die tageszeitung lobte diesen „Film voller Naturtotalen“ insbesondere für dessen Optik, da er die schwedische Landschaft gelungen einfange.

## Hintergrund
Der Film hatte am 7. September 2011 auf dem Filmfest Hamburg seine Weltpremiere. Nachdem er am 9. Dezember 2011 in die schwedischen Kinos kam, lief er am 28. Juni 2012 in den deutschen Kinos an. Seit dem 23. Januar 2013 ist er als deutschsprachige DVD erhältlich.
Ursprünglich sollte Björn Runge die Regie führen. Er sah den deutschen Film Der Baader Meinhof Komplex und engagierte Jan-Josef Liefers. Als Runge aus dem Projekt ausstieg, wurde Ohlin engagiert. Sie schrieb das Drehbuch um und führte Regie. Liefers blieb beim Film und es wurde seine erste komplett fremdsprachige Filmproduktion, an der er teilnahm. Eine in Berlin lebende schwedische Schauspielerin trainierte mit ihm über einen längeren Zeitraum die schwedische Sprache.
Der Film soll etwa 50 bis 60 Mio. Schwedische Kronen gekostet haben. Insgesamt gab es 18 verschiedene Drehbuchfassungen.

## Auszeichnungen
Der Film wurde insgesamt dreizehn Mal für den schwedischen Filmpreis Guldbagge nominiert, darunter Bester Film, Beste Regie, Beste Hauptdarstellerin und Beste Kamera, wobei Liefers als Bester Nebendarsteller und Nilsson als Beste Nebendarstellerin ausgezeichnet wurden.

## Deutsche Produktion
Die deutsche Fassung wurde von TV+Synchron Berlin produziert.